# Yurtpınar, Ağrı
Yurtpınar là một xã thuộc thành phố Ağrı, tỉnh Ağrı, Thổ Nhĩ Kỳ. Dân số thời điểm năm 2011 là 207 người.